# Thomas Kingo
Thomas Hansen Kingo (Slangerup, 1634. december 15. – Odense, 1703. október 14.) dán püspök, költő és himnuszíró. Munkássága a dán barokk költészet csúcspontját jelentette.
Viszonylag szegény, részben skót származású családban nőtt fel; lelkészi pályára szánták. Fiatalkorában több, a falusi élet humoros oldalát megragadó verset írt, valamint egy Chrysillis című szerelmes verset. Teológiát hallgatott a Koppenhágai Egyetemen, majd miután 1654-ben elvégezte, egy ideig magántanárként dolgozott. 1661-ben helyettes lelkésznek nevezték ki a helsingei templomba. 1668-ban szülővárosának lelkipásztora lett, és itt kezdődött költői működése is.